# Arkadiusz Kisielewicz
Arkadiusz Kisielewicz (ur. 10 sierpnia 1995) – polski judoka.
Zawodnik klubów: MKS Juvenia Wrocław (2008-2011) i KS Gwardia Wrocław (od 2012). Brązowy medalista mistrzostw Polski seniorów 2017 w kategorii do 73 kg.